# Zitadelle von Silifke

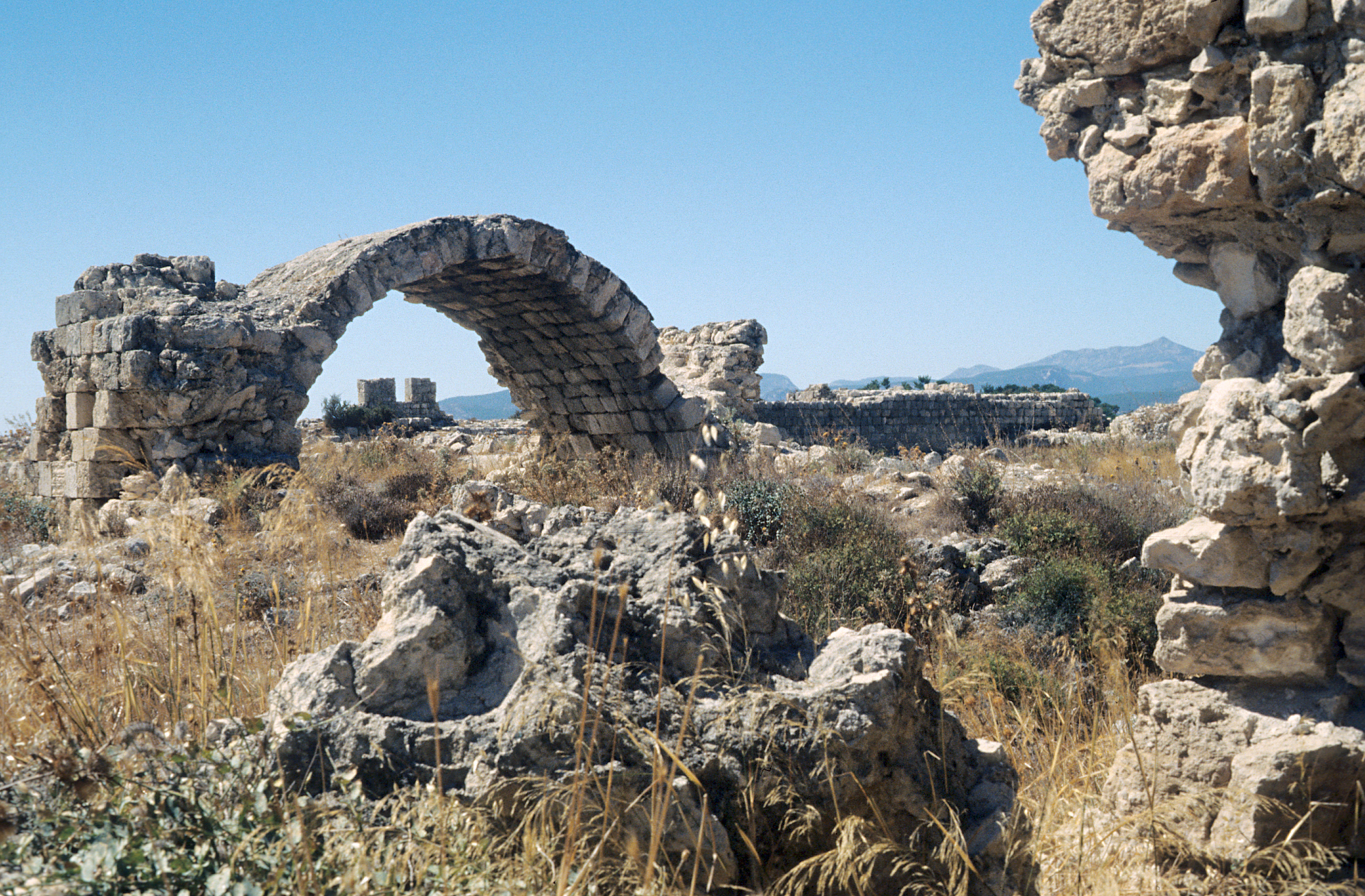
Innenraum der Burg

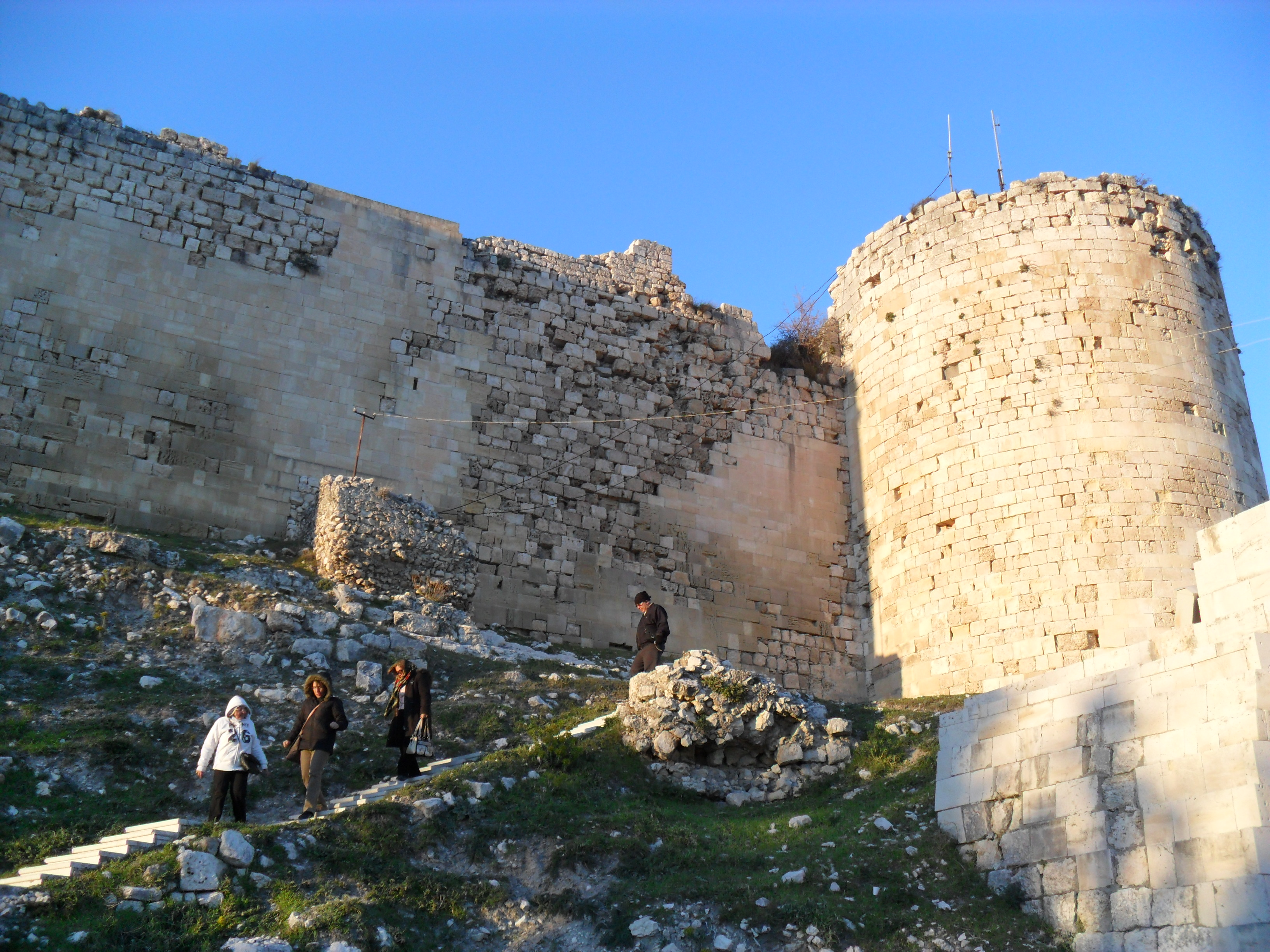

Die Zitadelle von Silifke (türkisch Silifke Kalesi, armenisch Gomardias, lateinisch Camardesium) ist die Ruine einer mittelalterlichen Burg auf einem Hügel über der türkischen Stadt Silifke, dem antiken Seleukia am Kalykadnos.

## Lage
Die Festung liegt auf einem Hügel, etwa 160 m über dem Meeresspiegel, über dem Fluss Göksu, dem antiken Kalykadnos, am westlichen Stadtrand von Silifke in der türkischen Provinz Mersin. Sie diente damit der Kontrolle über die westwärts aus Kilikien führende Straße und die am Kalykadnos entlangführende Straße nach Norden über den Taurus. Von dem Alparslan Türkeş Bulvarı, der nach Karaman und Konya führenden D-715, zweigt eine Straße (Kale Yolu) zur Burg ab.

## Geschichte
Die exakte Bauzeit der Befestigung ist nicht bekannt. Sie wurde in byzantinischer Zeit an der Stelle einer antiken Akropolis unter dem Namen Kastron Seleukeias errichtet. Trotz arabischer Angriffe blieb sie in byzantinischem Besitz, bis sie 1098 von Kreuzrittern besetzt wurde. Danach gehörte sie wechselnd zu Byzanz und zum Armenischen Königreich von Kilikien, bis der armenische König Leon II. sie 1210 mitsamt der Stadt Seleukia und der westlich gelegenen Burg Norpert (Tokmar Kalesi) den Johannitern übergab, im Gegenzug für Unterstützung gegen die Seldschuken durch 400 bewaffnete Ritter und eine jährliche Zahlung. Als die Ordensritter den Besitz 1226 aufgaben, wurde die Burg wieder von den Armeniern übernommen und erneuert und verblieb in deren Hand. Ab dem 14. Jahrhundert gehörte Silifke zum Beylik der Karamanoğulları.

## Aufbau
Die heute vorhandenen Ruinen sind größtenteils byzantinischer Herkunft mit armenischen Einflüssen. Die Burg hat eine umlaufende, teilweise erhaltene, teilweise restaurierte zinnenbewehrte Mauer mit ehemals 23 Türmen, die von einem Festungsgraben umgeben war. Der Haupteingang befindet sich im Norden. Wirtschafts- und Wohngebäude im Inneren waren um einen offenen Hof gruppiert. Zu den sichtbaren, stark überwachsenen Resten gehören eine Palastruine, eine Vorratskammer, ein Kellerverlies, eine Zisterne und eine Moschee aus der Emiratszeit.

## Historische Erwähnungen
Im 15. Jahrhundert besuchte der italienische Reisende Giosafat Barbaro Silifke und beschreibt in seinem Reisebericht Viaggi fatti de Venetia Sarkophage und Felsengräber am Burghügel, eiserne Tore und eine drei Meilen lange Umfassungsmauer. Im 17. Jahrhundert berichtet der türkische Reiseschriftsteller Evliya Çelebi von einem Besuch der Festung, wobei er die 23 Türme und eine Moschee von Sultan Bayezid II. erwähnt. 1811–12 erkundete der britische Kapitän Francis Beaufort im Auftrag der Admiralität die kilikische Küste und fand auf der Burg zwei armenische Inschriften, die er allerdings nicht lesen konnte. Davon berichtet ebenfalls der französische Orientalist Victor Langlois, der auf seiner Kilikienreise 1852–53 Silifke besuchte und die Burg in seinem Reisebericht erwähnt.